# 황금가지

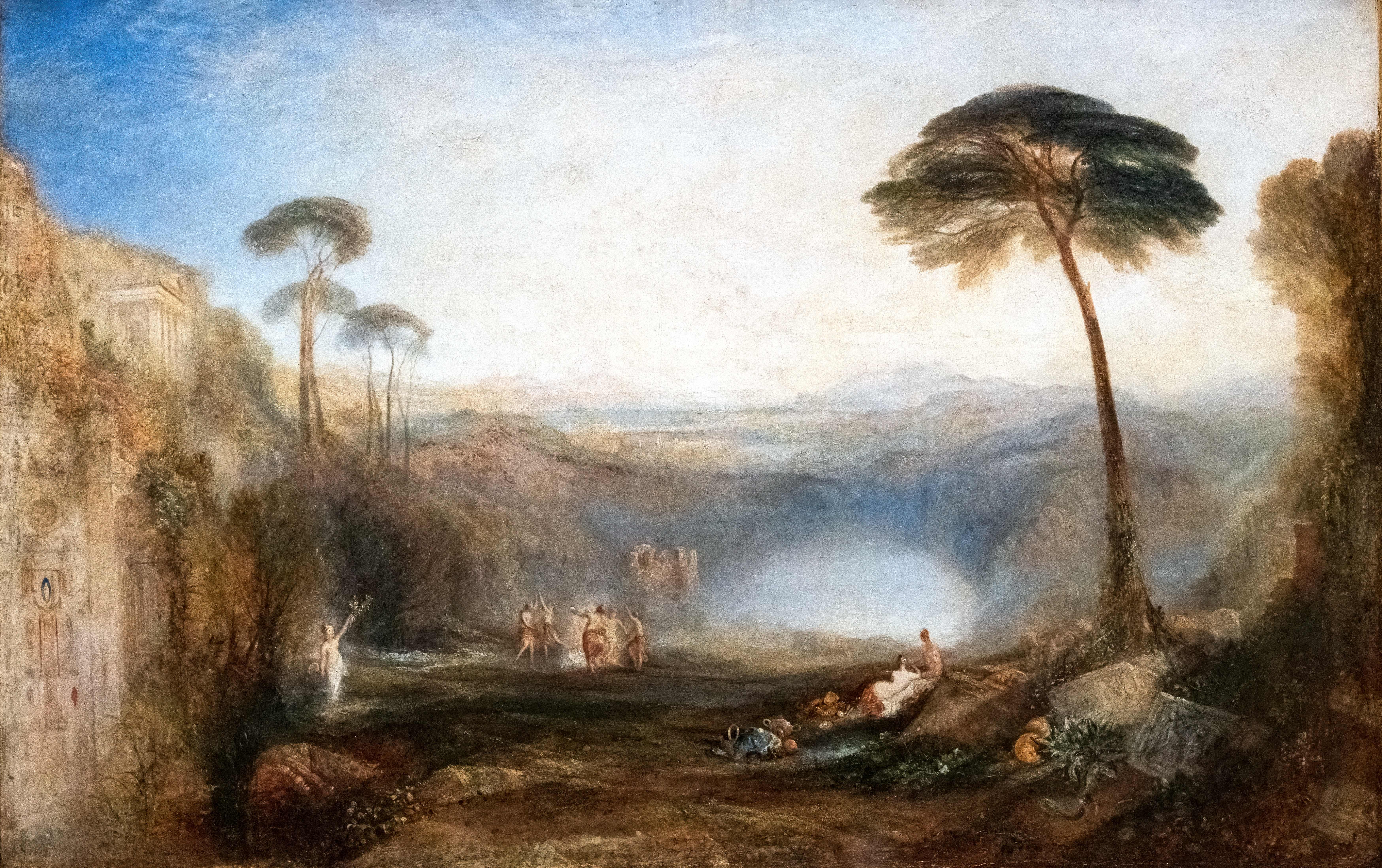
아이네이스의 삽화로 그린 J. M. W. 터너의 황금가지 그림

『황금가지: 비교종교학 연구』(The Golden Bough: A Study in Comparative Religion)는 영국 국적의 사회인류학자 제임스 조지 프레이저가 신화와 종교를 주제로 연구해 저술한 책이다. 1890년 처음 출간됐다. 토머스 불핀치의 『그리스 로마 신화』(Age of Fable)만큼이나 많은 영향을 끼쳤다. 종교를 신학 관점이 아닌 문화 관점에서 접근해 미개인의 신앙이나 풍습을 비교하고 연구한 제임스 조지 프레이저는 인간의 문명이 미신과 주술에서 종교로, 종교에서 과학으로 진행돼 왔다고 역설했다. 1890년에 초판이 간행됐고 1936년에 전 13권으로서 완성됐다.

## 명세·감정
제임스 조지 프레이저는 고대답고 미개한 신앙을 집성하고 종합한 고구로서 신성왕과 왕의 살해, 희생양, 희생, 신성왕, 신성왕 살해, 식물신, 곡령, 금기, 주술을 위시한 주제를 전 세계에 산재한 많은 사례에 의거해 논구한다.
사회인류학자로서 서구 고전 자료나 당시 여러 민족의 생활양식 전반을 다룬 내용을, 해당 자료를 수집해 체계 있게 기술된 기록을 독파한 제임스 조지 프레이저가 편찬한 『황금가지』는 현장 연구에 근거한 인류학 연구의 진전에 의거해, 자료 취급의 자의성과 진화론상 단순한 구조로 말미암아 가혹히 비판당했을지라도 사람의 종교에 관련된 상상력이 제시하는 다양성과 심부의 구조상 유사성을 특정한 종족이나 종교에 한정하지 않고 널리 묘사한 미증유의 저작이다.

## 황금가지
제임스 조지 프레이저는 기원전 1500년경에 중앙아시아에서 이란이나 인도로 이주한 인구어족에 속한 인종이 특정한 나무를 신성시하는 숭배 중에서도 주술이나 종교다운 의미에서 특별히 중시된 떡갈나무에 기생하는 나무에서 유래한 ‘황금가지’라는 말을 따서 책 제목으로 삼았다.

## 국역
- 張秉吉譯、『黃金가지』1-2、三省出版社、1977
- 張秉吉譯、『黃金가지』1、三省出版社、1982
- 張秉吉譯、『黃金가지』2、三省出版社、1982
- 張秉吉譯、『황금가지』1-2、삼성출판사、1990
- 김상일譯, 『황금의 가지』1-2、을유문화사, 1996
- 장병길譯、『황금가지』2、삼성출판사、1998
- 이용대譯;로버트 프리이저編、『황금가지』、한겨레신문사, 2003
- 박규태譯、『황금가지』제1권-제2권、을유문화사, 2005